# Анализ на заинтересованите страни
Терминът заинтересована страна (в англоезичните държави еквивалентът е stakeholder – стейкхолдер) се използва в правото и управлението. Тя описва личност, организация или роля, която има засегнати интереси, както в дело, така и в начинание. Анализ на заинтересованите страни е анализ, който има за цел да идентифицира ключовите заинтересовани страни и техните конкретни интереси. Често тази техника се прилага, за да се консолидират целите и да се определят някои рискове. Анализът на заинтересованите страни е предпоставка за започване на многостранни преговори.

## Заинтересовани страни в бизнеса
Анализ на заинтересованите страни е основен елемент от стратегическото управление, планирането на проекти и управлението на риска.
В зависимост от конкретната ситуация, заинтересованите страни могат да включват:
- работодатели
- клиенти
- акционери
- инвеститори
- доставчици
- профсъюзи
- правителствени регулаторни агенции
- индустриални и търговски обединения
- професионални асоциации
- неправителствени организации
- бъдещи служители
- бъдещи клиенти
- местни общности, национални общности, обществеността като цяло
- конкуренти